# Giovanni Sanvitale

Stemma Sanvitale

Il conte Giovanni Sanvitale (Parma, 8 maggio 1872 – Bologna, 7 aprile 1951) è stato un ingegnere e fotografo italiano.

## Biografia
Fu l'ultimo discendente della famiglia parmense dei Sanvitale, che si estinse con la sua morte. Figlio di Alberto e della contessa Laura Malvezzi, cominciò a occuparsi di fotografia intorno ai vent'anni. Non si conosce praticamente nulla del suo apprendistato. Ottenne la sua prima onorificenza (una medaglia di bronzo), all'Esposizione Internazionale di Milano del 1894, per una serie di prove eseguite con la tecnica del viraggio ideata  dall'empolese Raffaello Dringoli. Le foto premiate rappresentano riproduzioni di affreschi del Parmigianino esistenti nella Rocca di Fontanellato.
Ottenne altri riconoscimenti all'Esposizione Internazionale di Torino del 1898 (ancora una  medaglia di bronzo), a quella di Firenze del 1899 (medaglia d'argento) e all'esposizione Internazionale di Torino del 1900 (diverse onorificenze). Nel 1899 fu presente, insieme ai Rastellini (unici fotografi di Parma), al secondo congresso Fotografico Italiano di Firenze. Insieme ad Alfredo Zambini chiese al ministro dell'Industria e del Commercio di poter prendere parte all'Esposizione Universale di Parigi del 1900.
Conseguì la laurea in ingegneria e il 2 febbraio 1919 sposò Amelia Pagani. Fu consigliere comunale e assessore del comune di Parma, consigliere provinciale, candidato di parte liberale contro Agostino Berenini, che sfidò nel collegio di Borgo San Donnino, e presidente degli Asili d'infanzia di Parma. 
Unendo le due vocazioni di fotografo e di ingegnere, costruì nella rocca di Fontanellato, di cui fu l'ultimo proprietario, prima di cederlo al comune, una camera ottica. Con una serie di lenti prismatiche poste all'interno del castello ottenne la deviazione dei raggi solari proiettando nella stanza buia le immagini della piazza antistante il castello. Si tratta di un principio fisico antico, di cui la camera di Fontanellato rappresenta una dei pochi esempi rimasti. Helmut Gernsheim, nel suo libro Le origini della fotografia scrive in proposito: «Questo tipo di camera è ancora in uso in certi edifici pubblici, come per esempio il castello di Fontanellato presso Parma, e non bisognerebbe certo perdere l'occasione di constatarne personalmente i sorprendenti effetti». 
Nel 1932 cedette il Palazzo Sanvitale di Parma alle suore Figlie della Croce, che vi trasferirono le proprie scuole e vi rimasero fino agli ultimi anni Settanta, quando il palazzo fu acquistato dalla Banca del Monte di Parma.

## Ascendenza
|                                                        |                                                         |                                       | Genitori                                  |  |  | Nonni |  |  | Bisnonni                                |  |  | Trisnonni                                     |  |
|                                                        |                                                         |                                       |                                           |  |  |       |  |  | Stefano Sanvitale, marchese di Medesano |  |  | Alessandro IV Sanvitale, marchese di Medesano |  |
|                                                        |                                                         |                                       |                                           |  |  |       |  |  | Stefano Sanvitale, marchese di Medesano |  |  | Alessandro IV Sanvitale, marchese di Medesano |  |
|                                                        |                                                         | Costanza Scotti di Montalbo           |                                           |  |  |       |  |  | Stefano Sanvitale, marchese di Medesano |  |  |                                               |  |
| Luigi Sanvitale, conte di Fontanellato                 |                                                         |                                       |                                           |  |  |       |  |  | Stefano Sanvitale, marchese di Medesano |  |  |                                               |  |
|                                                        |                                                         | Principessa Luigia Gonzaga di Luzzara | Giovanni Gonzaga, marchese di Luzzara     |  |  |       |  |  |                                         |  |  |                                               |  |
|                                                        |                                                         | Principessa Luigia Gonzaga di Luzzara | Giovanni Gonzaga, marchese di Luzzara     |  |  |       |  |  |                                         |  |  |                                               |  |
|                                                        |                                                         | Principessa Luigia Gonzaga di Luzzara | Teresa Anguissola di Vigolzone            |  |  |       |  |  |                                         |  |  |                                               |  |
| Alberto Sanvitale, conte di Fontanellato               |                                                         | Principessa Luigia Gonzaga di Luzzara |                                           |  |  |       |  |  |                                         |  |  |                                               |  |
|                                                        |                                                         | Adam Albert, conte di Neipperg        | Leopold Joseph, conte di Neipperg         |  |  |       |  |  |                                         |  |  |                                               |  |
|                                                        |                                                         | Adam Albert, conte di Neipperg        | Leopold Joseph, conte di Neipperg         |  |  |       |  |  |                                         |  |  |                                               |  |
|                                                        |                                                         | Adam Albert, conte di Neipperg        | Marie Wilhelmine von Hatzfeldt-Wildenburg |  |  |       |  |  |                                         |  |  |                                               |  |
| Albertina, contessa di Montenuovo                      |                                                         | Adam Albert, conte di Neipperg        |                                           |  |  |       |  |  |                                         |  |  |                                               |  |
|                                                        |                                                         | Maria Luisa d'Asburgo-Lorena          | Francesco II d'Asburgo-Lorena             |  |  |       |  |  |                                         |  |  |                                               |  |
|                                                        |                                                         | Maria Luisa d'Asburgo-Lorena          | Francesco II d'Asburgo-Lorena             |  |  |       |  |  |                                         |  |  |                                               |  |
|                                                        |                                                         | Maria Luisa d'Asburgo-Lorena          | Maria Teresa di Borbone-Due Sicilie       |  |  |       |  |  |                                         |  |  |                                               |  |
| Giovanni Sanvitale, conte di Fontanellato              |                                                         | Maria Luisa d'Asburgo-Lorena          |                                           |  |  |       |  |  |                                         |  |  |                                               |  |
|                                                        | Francesco Malvezzi de' Medici, marchese di Castelguelfo | Giuseppe Maria Malvezzi de' Medici    |                                           |  |  |       |  |  |                                         |  |  |                                               |  |
|                                                        | Francesco Malvezzi de' Medici, marchese di Castelguelfo | Giuseppe Maria Malvezzi de' Medici    |                                           |  |  |       |  |  |                                         |  |  |                                               |  |
|                                                        | Francesco Malvezzi de' Medici, marchese di Castelguelfo | Maria Artemisia Malvezzi Lupari       |                                           |  |  |       |  |  |                                         |  |  |                                               |  |
| Giovanni Malvezzi de' Medici, marchese di Castelguelfo | Francesco Malvezzi de' Medici, marchese di Castelguelfo |                                       |                                           |  |  |       |  |  |                                         |  |  |                                               |  |
|                                                        |                                                         | Teresa Carniani                       | Cipriano Carniani                         |  |  |       |  |  |                                         |  |  |                                               |  |
|                                                        |                                                         | Teresa Carniani                       | Cipriano Carniani                         |  |  |       |  |  |                                         |  |  |                                               |  |
|                                                        |                                                         | Teresa Carniani                       | Elisabetta Fabbroni                       |  |  |       |  |  |                                         |  |  |                                               |  |
| Laura Malvezzi de' Medici                              |                                                         | Teresa Carniani                       |                                           |  |  |       |  |  |                                         |  |  |                                               |  |
|                                                        |                                                         | conte Ercole Pio di Savoia            | conte Bernardino Pio di Savoia            |  |  |       |  |  |                                         |  |  |                                               |  |
|                                                        |                                                         | conte Ercole Pio di Savoia            | conte Bernardino Pio di Savoia            |  |  |       |  |  |                                         |  |  |                                               |  |
|                                                        |                                                         | conte Ercole Pio di Savoia            | Isabella Scapinelli di Leguigno           |  |  |       |  |  |                                         |  |  |                                               |  |
| Barbara Maria Rosalia Pio di Savoia                    |                                                         | conte Ercole Pio di Savoia            |                                           |  |  |       |  |  |                                         |  |  |                                               |  |
|                                                        |                                                         | Maria Genoveffa Spalletti Trivelli    | Venceslao I Spalletti                     |  |  |       |  |  |                                         |  |  |                                               |  |
|                                                        |                                                         | Maria Genoveffa Spalletti Trivelli    | Venceslao I Spalletti                     |  |  |       |  |  |                                         |  |  |                                               |  |
|                                                        |                                                         | Maria Genoveffa Spalletti Trivelli    | Maria Luisa Trivelli                      |  |  |       |  |  |                                         |  |  |                                               |  |
|                                                        |                                                         | Maria Genoveffa Spalletti Trivelli    |                                           |  |  |       |  |  |                                         |  |  |                                               |  |